# Добрик Віктор Федорович
Віктор Федорович Добрик (нар. 2 грудня 1927, село Володимирівка, тепер Казанківського району Миколаївської області — 2008) — український радянський партійний діяч, 1-й секретар Івано-Франківського та Львівського обкомів КПУ. Кандидат у члени ЦК КПУ у березні 1966 — квітні 1969 р. Член ЦК КПУ в 1969—1990 р. Кандидат у члени Політбюро ЦК КПУ у лютому 1976 — березні 1987 р. Депутат Верховної Ради УРСР 6—7-го скликань. Депутат Верховної Ради СРСР 8—11-го скликань (у 1970—1987 роках). Кандидат у члени ЦК КПРС у 1966—1971 р. Член ЦК КПРС у 1971—1989 р.

## Біографія
Народився в родині сільського вчителя.
У 1950 році закінчив Дніпропетровський інститут інженерів залізничного транспорту.
У 1950—1951 роках — майстер, виконроб, начальник виробничо-технічного відділу будівельно-монтажного поїзда на Горьковській залізниці.
У 1951—1957 роках служив у Радянській армії. Член КПРС з 1954 року.
У 1957—1961 роках — заступник головного інженера, заступник секретаря, секретар парткому будівництва Дніпродзержинської ГЕС.
У 1961 році — 2-й секретар Дніпродзержинського міського комітету КПУ Дніпропетровської області. У 1961—1963 роках — голова виконавчого комітету Дніпродзержинської міської ради депутатів трудящих.
У 1963—1969 роках — 1-й секретар Дніпродзержинського міського комітету КПУ Дніпропетровської області.
6 березня 1969 — 29 листопада 1973 року — 1-й секретар Івано-Франківського обласного комітету КПУ.
28 листопада 1973 — 20 березня 1987 року — 1-й секретар Львівського обласного комітету КПУ.
У 1987—1991 роках — заступник голови Всесоюзного зовнішньоторгівельного об'єднання «Союззовнішбудімпорт». Потім — на пенсії.

## Нагороди
- два ордени Леніна (22.03.1966; 24.12.1976)
- орден Жовтневої Революції (25.08.1971)
- два ордени Трудового Червоного Прапора (8.12.1973; 17.07.1986)
- орден Дружби народів (31.03.1981)
- медаль «За трудову доблесть» (15.06.1956)
- медалі
- Почесна грамота Президії Верховної Ради Української РСР (1.12.1977)
- почесний громадянин Дніпродзержинська (2002)